# شتیدرا
شتیدرا (به لاتین: Štědrá) یک منطقهٔ مسکونی در جمهوری چک است که در ناحیه کارلووی واری واقع شده‌است. شتیدرا ۳۶٫۵۶ کیلومتر مربع مساحت و ۵۶۲ نفر جمعیت دارد و ۵۸۳ متر بالاتر از سطح دریا واقع شده‌است.